# Aillant-sur-Milleron
Aillant-sur-Milleron là một xã trong tỉnh Loiret, vùng Centre-Val de Loire bắc trung bộ nước Pháp. Xã này nằm ở khu vực có độ cao từ 138-196 mét trên mực nước biển.